# Danh sách bài hát chủ đề Digimon
Digimon là sản phẩm và là phương tiện truyền thông của Nhật Bản được tạo ra bởi Bandai (nguyên được sáng chế bởi Hongo Akiyoshi) bao gồm anime, manga, đồ chơi, trò chơi điện tử, trò chơi thẻ và các phương tiện khác. Những câu chuyện xoay quanh những vật thể sống gọi là Digimon, đó là những con thú hay quái vật đang sinh sống tại một thế giới song song được hình thành từ những mạng truyền thông của Trái Đất được gọi là Thế giới Kĩ thuật số. Anime Digimon được phát sóng từ năm 1999 đến nay đã và đang phát hành 9 series anime từ Digimon Adventure và một số phim điện ảnh khác. Làm nên sự hoàn thiện của anime không thể thiếu các bài hát được chọn làm bài hát chủ đề cho loạt anime Digimon với tất cả mọi vai trò của chúng, đặc biệt nổi tiếng hơn cả là bài hát mở đầu series đầu tiên là Butter-Fly của Wada Kouji. Dưới đây là danh sách các bài hát chủ đề được sử dụng trong series anime Digimon.

## Digimon (Tiếng Nhật)
| Lưu ý | Lưu ý | Lưu ý | Lưu ý | Lưu ý | Lưu ý |
| --- | ----- | ----- | ----- | ----- | ----- |
| Các bài hát chủ đề trong danh sách dưới đây được lập ra dựa theo danh đề xuất hiện trên đoạn nền chủ đề mở đầu và kết thúc tập phim hoặc bộ phim tương ứng. |       |       |       |       |       |

### Series anime truyền hình

#### Bài hát mở đầu
| STT | Tên series                       | Tên bài hát                                                          | Phổ lời                     | Phổ nhạc                         | Biên khúc           | Trình bày          | Nhãn                        | Tập sử dụng              |
| --- | -------------------------------- | -------------------------------------------------------------------- | --------------------------- | -------------------------------- | ------------------- | ------------------ | --------------------------- | ------------------------ |
| 1   | Digimon Adventure                | Butter-Fly (バタフライ Batafurai)                                    | Chiwada Hidenori            | Chiwada Hidenori                 | Watanabe Cheru      | Wada Kouji         | NEC Inter Channel           | DA-01 — DA-54            |
| 2   | Digimon Adventure 02             | Target ~Akai Shougeki~ (ターゲット～赤い衝撃～ Tāgetto Akai shōgeki) | Matsuki Yū                  | Ōta Michihiko                    | Ōta Michihiko       | Wada Kouji         | NEC Inter Channel           | 02-01 — 02-50            |
| 3   | Digimon Tamers                   | The Biggest Dreamer                                                  | Yamada Hiroshi              | Ōta Michihiko                    | Ōta Michihiko       | Wada Kouji         | NEC Inter Channel           | DT-01 — DT-51            |
| 4   | Digimon Frontier                 | FIRE!!                                                               | Yamada Hiroshi              | Ōta Michihiko                    | Ōta Michihiko       | Wada Kouji         | NEC Inter Channel           | DF-01 — DF-50            |
| 5   | Digimon Savers                   | Gōing! Going! My Soul!! (強ｉｎｇ！Ｇｏｉｎｇ！Ｍｙ Ｓｏｕｌ！！)    | Hiruma Tōru                 | POM                              | Watanabe Cheru      | Dynamite SHU       | Index Music                 | DS-01 — DS-29            |
| 6   | Digimon Savers                   | Hirari (ヒラリ)                                                      | Wada Kouji                  | Ikuo                             | SPM@                | Wada Kouji         | Index Music                 | DS-30 — DS-48, DS-S      |
| 7   | Digimon Xros Wars                | Never Give Up! (ネバギバ！ Neba Giba!)                               | Sonar Pocket                | Sonar Pocket Kinoshita Yoshiyuki | Kinoshita Yoshiyuki | Sonar Pocket       | Universal J                 | DX-01 — DX-30            |
| 8   | Digimon Xros Wars                | New World                                                            | kz（livetune）              | kz（livetune）                   | kz（livetune）      | Twill              | Universal J                 | DX-31 — DX-54            |
| 9   | Digimon Xros Wars                | STAND UP                                                             | kz（livetune）              | kz（livetune）                   | kz（livetune）      | Twill              | Tokuma Japan Communications | DX-55 — DX-79            |
| 10  | Digimon Universe: Appli Monsters | DiVE!!                                                               | Miyata "Lefty" Ryo Amatsuki | Miyata "Lefty" Ryo               | Nakayama Masato     | Amatsuki           | King Record                 | DU-01 — DU-25            |
| 11  | Digimon Universe: Appli Monsters | Gatchen! (ガッチェン！ Gacchen!)                                     | Nanahoshi Kangengakudan     | Iwami Takashi                    | Iwami Takashi       | SymaG              | Warner Music Japan          | DU-26 — DU-52            |
| 12  | Digimon Adventure:               | Mikakunin Hikōsen (未確認飛行船)                                     | Mori Yuriko                 | Mabuchi Naozumi                  | Mabuchi Naozumi     | Tanimoto Takayoshi | Nippon Columbia             | DA:-01 — DA:-67          |
| 13  | Digimon Ghost Game               | FACTION                                                              | Tamaya2060%                 | Tamaya2060%                      |                     | Wienners           | Nippon Columbia             | DG-01 — DG-67 (trừ DG-S) |

#### Bài hát kết thúc
| STT | Tên series                       | Tên bài hát                                                       | Phổ lời                  | Phổ nhạc            | Hòa âm                     | Trình bày                  | Nhãn                            | Tập sử dụng         |
| --- | -------------------------------- | ----------------------------------------------------------------- | ------------------------ | ------------------- | -------------------------- | -------------------------- | ------------------------------- | ------------------- |
| 1   | Digimon Adventure                | I wish                                                            | Miura Yoshiko            | Shirakawa Yoshihisa | Horī Katsumi               | Maeda Ai (AiM)             | NEC Inter Channel               | DA-01 — DA-26       |
| 2   | Digimon Adventure                | Keep on                                                           | NK                       | Kite Naoto          | Kite Naoto Yuasa Kōichi    | Maeda Ai (AiM)             | NEC Inter Channel               | DA-27 — DA-54       |
| 3   | Digimon Adventure 02             | Ashita wa Atashi no Kaze ga Fuku (アシタハアタシノカゼガフク)     | Miura Yoshiko            | MIZUKI              | Watanabe Cheru             | AiM                        | NEC Inter Channel               | 02-01 — 02-25       |
| 4   | Digimon Adventure 02             | Itsumo Itsudemo (いつもいつでも)                                  | Matsuki Yū               | Shirakawa Akira     | Ōta Michihiko              | AiM                        | NEC Inter Channel               | 02-26 — 02-50       |
| 5   | Digimon Tamers                   | My Tomorrow                                                       | Matsuki Yū               | Ōkubo Kaoru         | Ōkubo Kaoru                | AiM                        | NEC Inter Channel               | DT-01 — DT-23       |
| 6   | Digimon Tamers                   | Days -Aijou to Nichijou- (Days –愛情と日常–)                      | Uran                     | Uran Ōkubo Kaoru    | Ōkubo Kaoru                | AiM                        | NEC Inter Channel               | DT-24 — DT-51       |
| 7   | Digimon Frontier                 | Innocent ~Mujaki na Mama de~ (イノセント～無邪気なままで～)       | Matsuki Yū               | Chiwada Hidenori    | Watanabe Cheru             | Wada Kouji                 | NEC Inter Channel               | DF-01 — DF-26       |
| 8   | Digimon Frontier                 | an Endless tale                                                   | Yamada Hiroshi           | Ōta Michihiko       | Ōta Michihiko              | Wada Kouji AiM             | NEC Inter Channel               | DF-27 — DF-50       |
| 9   | Digimon Savers                   | One Star                                                          | Sakakibara Noriko        | POM                 | Ōno Hiroaki                | Itō Yōsuke                 | Index Music                     | DS-01 — DS-24       |
| 10  | Digimon Savers                   | Ryūsei (流星)                                                     | yukiko                   | yukiko              | Miyake Kazunori            | MiyuMiyu                   | Index Music                     | DS-25 — DS-47, DS-S |
| 11  | Digimon Savers                   | Gōing! Going! My Soul!! (強ｉｎｇ！Ｇｏｉｎｇ！Ｍｙ Ｓｏｕｌ！！) | Hiruma Tōru              | POM                 | Watanabe Cheru             | Dynamite SHU               | Index Music                     | DS-48               |
| 12  | Digimon Universe: Appli Monsters | Aoi Honō Shindorōmu (青い炎シンドローム)                          | Sakurai Hidetoshi        | Tsutsumi Kyōhei     | soundbreakers              | Iida Riho                  | Tokuma Japan Communications     | DU-01 — DU-13       |
| 13  | Digimon Universe: Appli Monsters | Ai (アイ)                                                         | Wada Takeaki             | Wada Takeaki        | Wada Takeaki               | Wajima Ami                 | Pony Canyon                     | DU-14 — DU-25       |
| 14  | Digimon Universe: Appli Monsters | Little ruby (リトルピ Rita Rupi)                                  | Fukui Shinri             | Fukui Shinri        | Fukui Shinri               | Ange☆Reve                  | Pony Canyon                     | DU-26 — DU-38       |
| 15  | Digimon Universe: Appli Monsters | Perfect World (パーフェクトワールド Pāfekuto Wārudo)              | Yoneyamayuki             | Miyazaki Ayumi      | Miyazaki Ayumi             | Traffic Light              | JVCKenwood Victor Entertainment | DU-39 — DU-52       |
| 16  | Digimon Adventure:               | Kuyashisa wa Tane (悔しさは種)                                    | Fujikawa Chiai           | Ryutaro Fujinaga    | Ryutaro Fujinaga           | Fujikawa Chiai             | Nippon Columbia                 | DA:-01 — DA:-13     |
| 17  | Digimon Adventure:               | Q?                                                                | Reol                     | Giga Reol           | Giga                       | Reol                       | Connectone                      | DA:-14 — DA:-26     |
| 18  | Digimon Adventure:               | Mind Game                                                         | Maica_n Faith            | Maica_n             | Negishi Takamune           | Maica n                    | Colourful Records               | DA:-27 — DA:-38     |
| 19  | Digimon Adventure:               | Overseas Highway (オーバーシーズ・ハイウェイ Ōbāshīzu Haiwei)     | Wolpis Carter Orangestar | Orangestar          | Ruwan                      | Wolpis Carter              | Nippon Columbia                 | DA:-39 — DA:-54     |
| 20  | Digimon Adventure:               | Dreamers                                                          | SUNNY BOY                | KENTZ phoenix storm | KENTZ                      | ATEEZ                      | Nippon Columbia                 | DA:-55 — DA:-67     |
| 21  | Digimon Ghost Game               | Pedal (ペダル Pedaru)                                             | Nagai Ren                | Nagai Ren           | Aiiro Appolo               | Aiiro Appolo               | No Big Deal Records             | DG-01 — DG-12       |
| 22  | Digimon Ghost Game               | Datte Kyō made Koiwazurai (だって今日まで恋煩い)                  | Chinozo                  | Chinozo             | Chinozo                    | BMK                        | Victor Ongaku Sangyō            | DG-13 — DG-21       |
| 23  | Digimon Ghost Game               | Hikari aru monotachi (ひかりあるものたち)                         | Ushioda Taiki            | Ushioda Taiki       | Bye-Bye-Hand no Hōteishiki | Bye-Bye-Hand no Hōteishiki | No Big Deal Records             | DG-22 — DG-31       |
| 24  | Digimon Ghost Game               | Monster Disco (モンスターディスコ)                                | Suga Shigao              | Suga Shigao         | Hyadain                    | Suga Shigao Hyadain        | SpeedStar Records               | DG-32 — DG-44       |
| 25  | Digimon Ghost Game               | Strawberry                                                        | Satō Takeru              | Satō Takeru         | Korobe                     | Korobe                     | Nippon Columbia                 | DG-45 — DG-57       |
| 26  | Digimon Ghost Game               | Take Me Maybe                                                     | Penthouse                | Namioka Shintarō    | Penthouse                  | Penthouse                  | Victor Ongaku Sangyō            | DG-58 — DG-67       |

#### Bài hát lồng trong phim
| STT | Tên bài hát                                                                                             | Phổ lời                     | Phổ nhạc           | Biên khúc              | Trình bày | Nhãn                                 | Sử dụng trong | Ghi chú                                 |
| --- | --- | --------------------------- | ------------------ | ---------------------- | --- | ------------------------------------ | --- | --------------------------------------- |
| 1   | brave heart                                                                                             | Ōmori Shouko                | Ōta Michihiko      | Ōta Michihiko          | Miyazaki Ayumi | NEC Inter Channel FEEL MEE (từ 2013) | Digimon Adventure (trừ tập 45) Digimon Adventure 02 (tập 7, 13, 14, 22, 24-26, 28, 33, 36, 38, 39, 41, 42, 46) Digimon Universe: Appli Monsters (tập 45) | Nhạc nền tiến hóa                       |
| 2   | Seven                                                                                                   | Koyama Kōhei                | Koyama Kōhei       | Watanabe Cheru         | Wada Kouji | NEC Inter Channel                    | Digimon Adventure (tập 14, 18, 44) |                                         |
| 3   | Yūki o Tsubasa ni Shite (勇気を翼にして)                                                                | Koyama Kōhei                | Ōta Michihiko      | Ōta Michihiko          | Yagami Taichi (CV: Fujita Toshiko | NEC Inter Channel                    | Digimon Adventure (tập 38, 51) |                                         |
| 4   | Butter-Fly (バタフライ Batafurai)                                                                       | Chiwada Hidenori            | Chiwada Hidenori   | Watanabe Cheru         | Wada Kouji | NEC Inter Channel                    | Digimon Adventure (tập 53, 54) Digimon Adventure 02 (tập 50)                                                                                             |                                         |
| 5   | Break up                                                                                                | Yamada Hiroshi              | Ōta Michihiko      | Ōta Michihiko          | Miyazaki Ayumi | NEC Inter Channel                    | Digimon Adventure 02 (tập 1-15, 18-21, 26, 28, 33, 41, 44, 49)                                                                                           | Nhạc nền áo giáp tiến hóa               |
| 6   | Boku wa Boku datte (僕は僕だって)                                                                       | Matsuki Yū                  | Chiwada Hidenori   | Watanabe Cheru         | Wada Kouji | NEC Inter Channel                    | Digimon Adventure 02 (tập 8) |                                         |
| 7   | Beat Hit!                                                                                               | Yamada Hiroshi              | Ōta Michihiko      | Ōta Michihiko          | Miyazaki Ayumi | NEC Inter Channel                    | Digimon Adventure 02 (tập 26-27, 29-32, 34-39, 44-45, 47, 49)                                                                                            | Nhạc nền dung hợp tiến hóa              |
| 8   | Minna no Christmas (みんなのクリスマス Minna no Kurisumasu)                                             | Kobayashi Kazuko            | Ōta Michihiko      | Ōta Michihiko          | Wada Kouji | NEC Inter Channel                    | Digimon Adventure 02 (tập 38) |                                         |
| 9   | Negai Kanaeru Kagi (願いかなえるカギ)                                                                   | Matsuki Yū                  | Egawa Hiroshi      | Watanabe Cheru         | Ishida Yamato (CV: Kazama Yūto) | NEC Inter Channel                    | Digimon Adventure 02 (tập 38) |                                         |
| 10  | Tenshi no inori (天使の祈り)                                                                            | Matsuki Yū                  | Ōta Michihiko      | Ōta Michihiko          | AiM | NEC Inter Channel                    | Digimon Adventure 02 (tập 38, 42) |                                         |
| 11  | Target ~Akai Shougeki~ (ターゲット～赤い衝撃～ Tāgetto Akai shōgeki)                                    | Matsuki Yū                  | Ōta Michihiko      | Ōta Michihiko          | Wada Kouji | NEC Inter Channel                    | Digimon Adventure 02 (tập 39, 43, 45, 46) | Nhạc nền tiến hóa cùng cực              |
| 12  | Now is the time!!                                                                                       | 1171                        | Watanabe Cheru     | Watanabe Cheru         | AiM | NEC Inter Channel                    | Digimon Adventure 02 (tập 40) |                                         |
| 13  | Bokura no Digital World (僕らのデジタルワールド Bokura no Dejitaru Wārudo)                              | Matsuki Yū                  | Ōta Michihiko      | Ōta Michihiko          | Digimon All Stars Wada Kouji AiM | NEC Inter Channel                    | Digimon Adventure 02 (tập 50) |                                         |
| 14  | sun goes down                                                                                           | Fujishige Masataka          | Fujishige Masataka | Korenaga Koichi        | AiM | NEC Inter Channel                    | Digimon Adventure 02 (tập 50) |                                         |
| 15  | SLASH!!                                                                                                 | Yamada Hiroshi              | Ōta Michihiko      | Ōta Michihiko          | Ōta Michihiko | NEC Inter Channel                    | Digimon Tamers (tập 2-5, 10, 11, 15, 17, 23, 29, 31, 38, 39, 47, 48, 50)                                                                                 |                                         |
| 16  | EVO | Ōmori Shouko                | Watanabe Cheru     | Watanabe Cheru         | WILD CHILD BOUND | NEC Inter Channel                    | Digimon Tamers (tập 5, 6, 8, 10-12, 14-22, 27-29, 32, 34, 43, 44, 51)                                                                                    | Nhạc nền tiến hóa                       |
| 17  | 3 Primary Colors                                                                                        | Yamada Hiroshi              | Ōta Michihiko      | Ōta Michihiko          | Matsuda Takato (CV: Tsumura Makoto) Makino Ruki (CV: Orikasa Fumiko) Lee Jenrya (CV: Yamaguchi Mayumi) | NEC Inter Channel                    | Digimon Tamers (tập 9, 51) |                                         |
| 18  | Kaze (風)                                                                                               | Wada Kouji                  | Ōkubo Kaoru        | Watanabe Cheru         | Wada Kouji | NEC Inter Channel                    | Digimon Tamers (tập 23) |                                         |
| 19  | Himawari (ひまわり)                                                                                     | ai (Maeda Ai)               | Kashiwara Nobuhiko | Kashiwara Nobuhiko     | AiM | NEC Inter Channel                    | Digimon Tamers (tập 24) |                                         |
| 20  | Across the tears                                                                                        | Yamada Hiroshi              | Ōta Michihiko      | Ōta Michihiko          | Matsuda Takato (CV: Tsumura Makoto) | NEC Inter Channel                    | Digimon Tamers (tập 24) |                                         |
| 21  | Otoko Shibuki (男飛沫)                                                                                  | Yamada Hiroshi              | Ōta Michihiko      | Ōta Michihiko          | Shiota Hirokazu (CV: Tamaki Yukiko) Kitagawa Kenta (CV: Aoyama Tōko) | NEC Inter Channel                    | Digimon Tamers (tập 26) |                                         |
| 22  | Culu Culu Culumon (くるっくるっクルモン Kuruk kuruk Kurumon)                                            | Yamamoto Hidemi             | Shimada Yōichi     | Shimada Yōichi         | Culumon (CV: Kaneda Tomoko) | NEC Inter Channel                    | Digimon Tamers (tập 29) |                                         |
| 23  | Black Intruder                                                                                          | Yamada Hiroshi              | Ōta Michihiko      | Ōta Michihiko          | Beelzebumon (CV: Takahashi Hiroki) | NEC Inter Channel                    | Digimon Tamers (tập 30) |                                         |
| 24  | One Vision                                                                                              | Yamada Hiroshi              | Ōta Michihiko      | Ōta Michihiko          | Tanimoto Takayoshi | NEC Inter Channel                    | Digimon Tamers (tập 35-37, 39, 45, 47, 48, 50, 51) | Nhạc nền ma trận tiến hóa (cùng cực)    |
| 25  | Fragile Heart                                                                                           | ai (Maeda Ai)               | Kondō Akio         | Kondō Akio             | AiM | NEC Inter Channel                    | Digimon Tamers (tập 40) |                                         |
| 26  | Starting Point                                                                                          | Matsuki Yū                  | Ōta Michihiko      | Ōta Michihiko          | Wada Kouji AiM Ōta Michihiko | NEC Inter Channel                    | Digimon Tamers (tập 49) |                                         |
| 27  | With the Will                                                                                           | Ōmori Shouko                | Watanabe Cheru     | Watanabe Cheru         | Wada Kouji | NEC Inter Channel                    | Digimon Frontier (tập 1-21, 23-34, 40, 48, 49) |                                         |
| 27  | With the Will                                                                                           | Ōmori Shouko                | Watanabe Cheru     | Watanabe Cheru         | Kanbara Takuya (CV: Takeuchi Junko) Minamoto Kōji (CV: Kamiya Hiroshi) Orimoto Izumi (CV: Ishige Sawa) Himi Tomoki (CV: Watanabe Kumiko) Shibayama Junpei (CV: Amada Masato) Kimura Kōichi (CV: Suzumura Kenichi) | NEC Inter Channel                    | Digimon Frontier (tập 39) |                                         |
| 28  | Say, Yes! ~Tomoki no Theme~ (Say, Yes! ~友樹のテーマ~)                                                  | Ōmori Shouko                | Takahashi Hiro     | Takahashi Hiro         | Himi Tomoki (CV: Watanabe Kumiko) | NEC Inter Channel                    | Digimon Frontier (tập 7) |                                         |
| 29  | Salamander ~Takuya no Theme~ (サラマンダー ~拓也のテーマ~)                                              | Yamada Hiroshi              | Ōta Michihiko      | Ōta Michihiko          | Kanbara Takuya (CV: Takeuchi Junko) | NEC Inter Channel                    | Digimon Frontier (tập 18) |                                         |
| 30  | Oreta Tsubasa de -With Broken Wings- ~Kouichi no Theme~ (折れた翼で –With Broken Wings– ~輝一のテーマ~) | halta                       | halta              | halta                  | Kimura Kōichi (CV: Suzumura Kenichi) | NEC Inter Channel                    | Digimon Frontier (tập 30, 33, 36) |                                         |
| 31  | Blader ~Duskmon no Theme~ (Blader ~ダスクモンのテーマ~ )                                                | Yamada Hiroshi              | Ōta Michihiko      | Ōta Michihiko          | Duskmon (CV: Suzumura Kenichi) | NEC Inter Channel                    | Digimon Frontier (tập 33) |                                         |
| 32  | The last element                                                                                        | Yamada Hiroshi              | Watanabe Cheru     | Watanabe Cheru         | Ayumi | NEC Inter Channel                    | Digimon Frontier (tập 35-38, 41, 43-50) |                                         |
| 33  | an endless tale                                                                                         | Yamada Hiroshi              | Ōta Michihiko      | Ōta Michihiko          | Wada Kouji AiM | NEC Inter Channel                    | Digimon Frontier (tập 42, 50) |                                         |
| 34  | Haruka na Okurimono (遥かな贈りもの)                                                                    | Ōmori Shouko                | Watanabe Cheru     | Watanabe Cheru         | Wada Kouji AiM | NEC Inter Channel                    | Digimon Frontier (tập 50) |                                         |
| 35  | Believer                                                                                                | Yamada Hiroshi              | Ōta Michihiko      | Ōta Michihiko          | Ikuo | Index Music                          | Digimon Savers (tập 1-10, 13, 15, 17, 25, 29, 33, 38, 42, 44, 46, 48, S)                                                                                 | Nhạc nền tiến hóa                       |
| 35  | WE ARE Xros Heart! (WE ARE クロスハート!)                                                               | Sanjō Riku                  | Yamashita Kōsuke   | Yamashita Kōsuke       | Wada Kouji | Nippon Columbia                      | Digimon Xros Wars (tập 1-14, 19-21, 23, 25-27, 29, 30, 35, 37, 38, 40, 41, 44, 46, 56, 63, 68, 78)                                                       | Nhạc nền Digi Xros                      |
| 36  | BLAZING BLUE FLARE                                                                                      | Sanjō Riku                  | Takatori Hideaki   | Kagoshima Hiroaki      | Takatori Hideaki | Nippon Columbia                      | Digimon Xros Wars (tập 10, 19) | Nhạc nền Digi Xros                      |
| 37  | ×4B THE GUARDIAN                                                                                        | Sanjō Riku                  | Yamashita Kōsuke   | Yamashita Kōsuke       | Wada Kouji | Nippon Columbia                      | Digimon Xros Wars (tập 15, 16, 18) | Nhạc nền Digi Xros (Shoutmon X4B)       |
| 38  | Sora Mau Yūsha! X5 (空舞う勇者!×5)                                                                      | Sanjō Riku                  | Yamashita Kōsuke   | Yamashita Kōsuke       | Wada Kouji | Nippon Columbia                      | Digimon Xros Wars (tập 17, 21, 22, 24, 28, 33) | Nhạc nền Digi Xros (Shoutmon X5)        |
| 39  | Evolution & Digixros ver.TAIKI                                                                          | Sanjō Riku                  | Yamashita Kōsuke   | Yamashita Kōsuke       | Wada Kouji Tanimoto Takayoshi | Nippon Columbia                      | Digimon Xros Wars (tập 31, 34, 36, 39, 45) | Nhạc nền Siêu tiến hóa và Double Xros   |
| 40  | Evolution & Digixros ver.KIRIHA                                                                         | Sanjō Riku                  | Yamashita Kōsuke   | Fukuhiro Shuichiro     | Tanaimoto Takayoshi Wada Kouji | Nippon Columbia                      | Digimon Xros Wars (tập 32) | Nhạc nền Siêu tiến hóa                  |
| 41  | WE ARE Xros Heart! ver.X7 (WE ARE クロスハート! ver.X7)                                                 | Sanjō Riku                  | Yamashita Kōsuke   | Yamashita Kōsuke       | Wada Kouji Tanimoto Takayoshi Miyazaki Ayumi | Nippon Columbia                      | Digimon Xros Wars (tập 43, 47-51, 54, 77) | Nhạc nền Great Xros và Final Xros       |
| 42  | Dondokomon de Moriagare! (ドンドコモンで盛り上がれ！)                                                   | Sanjō Riku                  | Takatori Hideaki   | Kagoshima Hiroaki      | Onoda Kouji Dondokomon (CV:Sakurai Takahiro) | Nippon Columbia                      | Digimon Xros Wars (tập 44) |                                         |
| 46  | DARK KNIGHT ~Fujimi no Ōja~ (DARK KNIGHT～不死身の王者～)                                               | Sanjō Riku                  | Yamashita Kōsuke   | Yamashita Kōsuke       | Tanimoto Takayoshi | Nippon Columbia                      | Digimon Xros Wars (tập 52) |                                         |
| 47  | Tagiru Chikara! (タギルチカラ！)                                                                        | YOFFY                       | YOFFY              | Ōishi Shuichiro        | PSYCHIC LOVER | Nippon Columbia                      | Digimon Xros Wars (tập 55, 57, 58, 60-62, 64, 65, 67, 69, 71-73, 75, 76, 79)                                                                             | Nhạc nền Siêu tiến hóa                  |
| 48  | Shining Dreamers                                                                                        | Sanjō Riku                  | Iwasaki Takafumi   | Ōishi Shuichiro        | Iwasaki Takafumi | Nippon Columbia                      | Digimon Xros Wars (tập 59, 74) | Nhạc nền Siêu tiến hóa                  |
| 49  | Legend Xros Wars (レジェンド・クロスウォーズ)                                                           | Yamashita Kōsuke            | Yamashita Kōsuke   | YOFFY Iwasaki Takafumi | Nippon Columbia | Digimon Xros Wars (tập 78, 79)       | |                                         |
| 50  | Yubikiri Egao de Dokkan Punch☆ (ゆびきり笑顔でドッカンパンチ☆ Yubikiri Egao de Dokkan Panchi☆)          | Kodama Saori                | Gotō Kōji          | Gotō Kōji              | Karan Eri (CV:Shōji Umeka) | Warner Music Japan                   | Digimon Universe: Appli Monsters (tập 17, 27, 34, 36) |                                         |
| 51  | DiVE!!                                                                                                  | Miyata "Lefty" Ryo Amatsuki | Miyata "Lefty" Ryo | Nakayama Masato        | Amatsuki | King Record                          | Digimon Universe: Appli Monsters (tập 19, 26) |                                         |
| 52  | BE MY LIGHT                                                                                             | Nanahoshi Kangengakudan     | Iwami Takashi      | Iwami Takashi          | SymaG | Warner Music Japan                   | Digimon Universe: Appli Monsters (tập 32, 38-41, 49, 51)                                                                                                 | Nhạc nền AppRealise cho Appli Drive DUO |
| 53  | Wander Beat                                                                                             | Nanahoshi Kangengakudan     | Iwami Takashi      | Iwami Takashi          | Asuka Torajirō (CV: Kokido Shiho) Musimon (CV: Tamura Nao) | Warner Music Japan                   | Digimon Universe: Appli Monsters (tập 46) |                                         |
| 54  | Gatchen! (ガッチェン！ Gacchen!)                                                                        | Nanahoshi Kangengakudan     | Iwami Takashi      | Iwami Takashi          | SymaG | Warner Music Japan                   | Digimon Universe: Appli Monsters (tập 52) |                                         |
| 55  | Hallelujah (ハラルヤ Hareruya)                                                                          | Nanahoshi Kangengakudan     | Iwami Takashi      | Iwami Takashi          | Shinkai Haru (CV: Uchiyama Yumi) Gatchmon (CV:Kikuchi Kokoro) | Warner Music Japan                   | Digimon Universe: Appli Monsters (tập 52) |                                         |
| 56  | Be The Winners                                                                                          | Mori Yuriko                 | Mabuchi Naozumi    | Shitara Tetsuya        | Tanimoto Takayoshi | Nippon Columbia                      | Digimon Adventure: (tập 4-11, 13, 19, 25, 29, 32, 39, 40, 42, 65)                                                                                        | Nhạc nền tiến hóa thông thường          |
| 57  | X-treme Fight                                                                                           | Mori Yuriko                 | Tanimoto Takayoshi | Miyazaki Makoto        | Tanimoto Takayoshi | Nippon Columbia                      | Digimon Adventure: (tập 10-17, 20-23, 26, 27, 35, 38, 53, 66)                                                                                            | Nhạc nền siêu tiến hóa                  |
| 58  | Break the chain                                                                                         | Tanimoto Takayoshi          | Tanimoto Takayoshi | Tanimoto Takayoshi     | Tanimoto Takayoshi | Nippon Columbia                      | Digimon Adventure: (tập 30, 31, 33, 36, 41, 45, 48, 50, 52, 55-57, 59-61, 64, 65, 67)                                                                    | Nhạc nền tiến hóa cùng cực              |
| 59  | Mikakunin Hikōsen (未確認飛行船)                                                                        | Mori Yuriko                 | Mabuchi Naozumi    | Mabuchi Naozumi        | Tanimoto Takayoshi | Nippon Columbia                      | Digimon Adventure: (tập 50) |                                         |
| 60  | First Riders                                                                                            | Ōmori Shouko                | Watanave Cheru     | Watanave Cheru         | Masukura Yoshimasa | Toei Animation Music Publishing      | Digimon Ghost Game (tập 2, 4-7, 9, 10, 12, 15, 16, 18-20, 22-26)                                                                                         | Nhạc nền tiến hóa                       |

### Phim điện ảnh, 3D và OVA

#### Bài hát mở đầu
| STT     | Phim                                                               | Tên bài hát                                                          | Phổ lời          | Phổ nhạc         | Biên khúc      | Trình bày   | Nhãn              |
| ------- | ------------------------------------------------------------------ | -------------------------------------------------------------------- | ---------------- | ---------------- | -------------- | ----------- | ----------------- |
| 1       | Adventure                                                          | Không có                                                             | Không có         | Không có         | Không có       | Không có    | Không có          |
| 2       | Bokura no Wōgēmu!                                                  | Butter-Fly (バタフライ Batafurai)                                    | Chiwada Hidenori | Chiwada Hidenori | Watanabe Cheru | Wada Kouji  | NEC Inter Channel |
| 3       | Dejimon Harikēn jōriku!! — Chōzetsu shinka!! Kogane no Dejimentaru | Target ~Akai Shougeki~ (ターゲット～赤い衝撃～ Tāgetto Akai shōgeki) | Matsuki Yū       | Ōta Michihiko    | Ōta Michihiko  | Wada Kouji  | NEC Inter Channel |
| 4       | Diaboromon no gyakushū                                             | Không có                                                             | Không có         | Không có         | Không có       | Không có    | Không có          |
| 5       | Bōkenshatachi no tatakai                                           | The Biggest Dreamer                                                  | Yamada Hiroshi   | Ōta Michihiko    | Ōta Michihiko  | Wada Kouji  | NEC Inter Channel |
| 6       | Bōsō Dejimon tokkyū                                                | The Biggest Dreamer                                                  | Yamada Hiroshi   | Ōta Michihiko    | Ōta Michihiko  | Wada Kouji  | NEC Inter Channel |
| 7       | Kodai Dejimon fukkatsu                                             | Không có                                                             | Không có         | Không có         | Không có       | Không có    | Không có          |
| 8       | X-Evolution                                                        | Không có                                                             | Không có         | Không có         | Không có       | Không có    | Không có          |
| 9       | Kyūkyoku pawā! Bāsutomōdo hatsudō!!!!                              | Không có                                                             | Không có         | Không có         | Không có       | Không có    | Không có          |
| Phim 3D | Digimon Grand Prix                                                 | Không có                                                             | Không có         | Không có         | Không có       | Không có    | Không có          |
| Phim 3D | Dejitaru Wārudo Kiki Ippatsu!                                      | Không có                                                             | Không có         | Không có         | Không có       | Không có    | Không có          |
| OVA     | Adventure tri.                                                     | Butter-Fly ~tri. Version~                                            | Chiwada Hidenori | Chiwada Hidenori | Tamaki Chihiro | Wada Kouji  | FEEL MEE          |
| 10      | Last Evolution Kizuna                                              | Butter-Fly (バタフライ Batafurai)                                    | Chiwada Hidenori | Chiwada Hidenori | Watanabe Cheru | Wada Kouji† | FEEL MEE          |

#### Bài hát kết thúc
| STT     | Phim                                                               | Tên bài hát                                                                                      | Phổ lời          | Phổ nhạc            | Biên khúc                                                               | Trình bày                                           | Nhãn              |
| ------- | ------------------------------------------------------------------ | ------------------------------------------------------------------------------------------------ | ---------------- | ------------------- | ----------------------------------------------------------------------- | --------------------------------------------------- | ----------------- |
| 1       | Adventure                                                          | Butter-Fly (バタフライ Batafurai)                                                                | Chiwada Hidenori | Chiwada Hidenori    | Watanabe Cheru                                                          | Wada Kouji                                          | NEC Inter Channel |
| 2       | Bokura no Wōgēmu!                                                  | Sakuhin No.2 "Haru" Ichōchō ~Bokura no Wōgēmu!~ (作品No.2「春」イ長調 〜ぼくらのウォーゲーム!〜) | Namika           | Miyazaki Michi      | Miyazaki Michi                                                          | AiM                                                 |                   |
| 3       | Dejimon Harikēn jōriku!! — Chōzetsu shinka!! Kogane no Dejimentaru | Stand By Me ~Hito Natsu no Bōken~ (スタンド・バイ・ミー 〜ひと夏の冒険〜)                        | 1171             | Ueda Kōji           | Watanabe Cheru                                                          | AiM                                                 | NEC Inter Channel |
| 4       | Diaboromon no gyakushū                                             | Friend ~Itsumademo Wasurenai~ (フレンド 〜いつまでも忘れない〜)                                  | Tanaka Hano      | Korenaga Koichi     | Korenaga Koichi                                                         | AiM                                                 | NEC Inter Channel |
| 5       | Bōkenshatachi no tatakai                                           | Moving on!                                                                                       | ai (Maeda Ai)    | Ōta Michihiko       | Ōta Michihiko                                                           | AiM                                                 | NEC Inter Channel |
| 6       | Bōsō Dejimon tokkyū                                                | Yūhi no yakusoku (夕陽の約束)                                                                    | Izumikawa Sora   | Izumikawa Sora      | Abe Yasuhiro                                                            | AiM                                                 | NEC Inter Channel |
| 7       | Kodai Dejimon fukkatsu                                             | FIRE!!                                                                                           | Yamada Hiroshi   | Ōta Michihiko       | Ōta Michihiko                                                           | Wada Kouji                                          | NEC Inter Channel |
| 8       | X-Evolution                                                        | Không có                                                                                         | Không có         | Không có            | Không có                                                                | Không có                                            | Không có          |
| 9       | Kyūkyoku pawā! Bāsutomōdo hatsudō!!!!                              | Hirari (ヒラリ)                                                                                  | Wada Kouji       | Ikuo                | SPM@                                                                    | Wada Kouji                                          | Index Music       |
| Phim 3D | Digimon Grand Prix                                                 | Không có                                                                                         | Không có         | Không có            | Không có                                                                | Không có                                            | Không có          |
| Phim 3D | Dejitaru Wārudo Kiki Ippatsu!                                      | Không có                                                                                         | Không có         | Không có            | Không có                                                                | Không có                                            | Không có          |
| OVA     | Adventure tri.: Saikai                                             | I wish ~tri. Version~                                                                            | Miura Yoshiko    | Shirakawa Yoshihisa | Matsuura Yūta                                                           | AiM                                                 | FEEL MEE          |
| OVA     | Adventure tri.: Ketsui                                             | Seven ~tri. Version~                                                                             | Koyama Kōhei     | Koyama Kōhei        | Watanabe Cheru                                                          | Wada Kouji                                          | FEEL MEE          |
| OVA     | Adventure tri.: Kokubaku                                           | Boku ni Totte (僕にとって)                                                                       | Junxix           | Junxix              | Kazu-boy                                                                | KNIFE OF DAY (Ishida Yamato - CV: Hosoya Yoshimasa) | FEEL MEE          |
| OVA     | Adventure tri.: Sōshitsu                                           | Keep on ~tri. Version~                                                                           | NK               | Kite Naoto          | Matsuura Yūta                                                           | AiM                                                 | FEEL MEE          |
| OVA     | Adventure tri.: Kōsei                                              | Aikotoba (アイコトバ)                                                                            | Yamada Hiroshi   | Ōta Michihiko       | Ōta Michihiko                                                           | Miyazaki Ayumi AiM                                  | FEEL MEE          |
| OVA     | Adventure tri.: Bokura no Mirai                                    | Aikotoba (アイコトバ)                                                                            | Yamada Hiroshi   | Ōta Michihiko       | Ōta Michihiko                                                           | Miyazaki Ayumi AiM                                  | FEEL MEE          |
| OVA     | Butter-Fly ~tri. Version~                                          | Chiwada Hidenori                                                                                 | Chiwada Hidenori | Tamaki Chihiro      | Những đứa trẻ được chọn Digimon Shinkers Miyazaki Ayumi AiM Wada Kouji† | FEEL MEE                                            |                   |
| 10      | Last Evolution Kizuna                                              | Hanarete Itemo (離れていても)                                                                    | Okamato Mayo     | Okamato Mayo        | Kurokawa Yōsuke                                                         | AiM                                                 | FEEL MEE          |

#### Bài hát lồng trong phim
| STT | Tên bài hát                                                          | Phổ lời         | Phổ nhạc           | Biên khúc        | Trình bày                        | Nhãn              | Sử dụng trong                                                                        |
| --- | -------------------------------------------------------------------- | --------------- | ------------------ | ---------------- | -------------------------------- | ----------------- | ------------------------------------------------------------------------------------ |
| 1   | brave heart                                                          | Ōmori Shouko    | Ōta Michihiko      | Ōta Michihiko    | Miyazaki Ayumi                   | NEC Inter Channel | Bokura no Wōgēmu! Dejimon Harikēn jōriku!! — Chōzetsu shinka!! Kogane no Dejimentaru |
| 2   | Requiem (レクイエム Rekuiemu)                                        |                 | Arisawa Takanori   | Arisawa Takanori | The Little Singers Of Tōkyō      | NEC Inter Channel | Bokura no Wōgēmu!                                                                    |
| 3   | Break up                                                             | Yamada Hiroshi  | Ōta Michihiko      | Ōta Michihiko    | Miyazaki Ayumi                   | NEC Inter Channel | Dejimon Harikēn jōriku!! — Chōzetsu shinka!! Kogane no Dejimentaru                   |
| 4   | FOREVER FRIENDS                                                      | Hashizume Keiko | Murakami Masayoshi | Arisawa Takanori | Hassy (Hashizume Keiko)          | NEC Inter Channel | Dejimon Harikēn jōriku!! — Chōzetsu shinka!! Kogane no Dejimentaru                   |
| 5   | Target ~Akai Shougeki~ (ターゲット～赤い衝撃～ Tāgetto Akai shōgeki) | Matsuki Yū      | Ōta Michihiko      | Ōta Michihiko    | Wada Kouji                       | NEC Inter Channel | Diaboromon no gyakushū                                                               |
| 6   | Tomodachi no Umi (トモダチの海)                                      | Yamada Hiroshi  | Yamazaki Yo        | Yamazaki Yo      | Sammy                            | NEC Inter Channel | Bōkenshatachi no tatakai                                                             |
| 7   | EVO                                                                  | Ōmori Shouko    | Watanabe Cheru     | Watanabe Cheru   | WILD CHILD BOUND                 | NEC Inter Channel | Bōkenshatachi no tatakai                                                             |
| 8   | SLASH!!                                                              | Yamada Hiroshi  | Ōta Michihiko      | Ōta Michihiko    | Ōta Michihiko                    | NEC Inter Channel | Bōsō Dejimon tokkyū                                                                  |
| 9   | One Vision                                                           | Yamada Hiroshi  | Ōta Michihiko      | Ōta Michihiko    | Tanimoto Takayoshi               | NEC Inter Channel | Bōsō Dejimon tokkyū                                                                  |
| 10  | Yūhi no yakusoku (夕陽の約束)                                        | Izumikawa Sora  | Izumikawa Sora     | Abe Yasuhiro     | Makino Ruki (CV: Orikasa Fumiko) | NEC Inter Channel | Bōsō Dejimon tokkyū                                                                  |
| 11  | With the Will                                                        | Ōmori Shouko    | Watanabe Cheru     | Watanabe Cheru   | Wada Kouji                       | NEC Inter Channel | Kodai Dejimon fukkatsu                                                               |
| 12  | brave heart ～tri. Version～                                         | Ōmori Shouko    | Ōta Michihiko      | Miyazaki Ayumi   | Miyazaki Ayumi                   | FEEL MEE          | Adventure tri.                                                                       |
| 13  | brave heart ～LAST EVOLUTION Version～                               | Ōmori Shouko    | Ōta Michihiko      | Ōta Michihiko    | Miyazaki Ayumi                   | FEEL MEE          | Last Evolution Kizuna                                                                |
| 14  | Sono saki e (その先え)                                               | Shirai Yūki     | Yippee             | Watanabe Cheru   | Miyazaki Ayumi                   | FEEL MEE          | Last Evolution Kizuna                                                                |